# نادي بولون
اتحاد بولون-سور-مير الرياضي في ساحل أوبال (بالفرنسية: Union Sportive de Boulogne-sur-Mer Côte d'Opale) أو اختصاراً بولون هو نادي كرة قدم فرنسي لعب في دوري الدرجة الأولى اعتباراً من موسم 2009/2010. تم تأسيس النادي في سنة 1898.